# Condado de Waterford
El condado de Waterford (en irlandés: Contae Phort Láirge) está situado en la provincia de Munster, en la costa sur de Irlanda. Tanto en población como en extensión, es el condado más pequeño de Munster.

## Poblaciones importantes
- Ardmore (Ard Mhór)
- Dungarvan (Dún Garbhán)
- Dunmore East (Dún Mór)
- Lismore (Lios Mór Mochuda)
- Tramore (Trá Mhór)
- Waterford (Port Láirge)

## Geografía
En Waterford existen dos cadenas montañosas: las montañas Knockmealdown y las montañas Comeragh. El punto más alto del condado es Knockmealdown (794 m s. n. m.). También se pueden encontrar numerosos ríos, entre los que se incluyen el tercer río más largo de Irlanda, el río Suir (184 km), y el cuarto más largo, el Munster Blackwater (168 km). Hay sobre unas 30 playas a lo largo de la línea costera volcánica del condado. Waterford cuenta con un Gaeltacht (zona en la que se habla mayoritariamente irlandés).

## An Déise
El condado de Waterford es conocido como An Déise. Los Déisi fueron una tribu gaélica que se estableció en la zona entre los siglos IV y VIII. Se pueden encontrar numerosos restos de los Déisi hoy en día: tumbas megalíticas, piedras ogham, el dolmen Gaulstown, la Torre Reginald y la Torre Ballysaggartmore.

## Ciudades y pueblos
- Aglish 333
- An Rinn 499
- Ardmore 434
- Ballinroad 1,161
- Ballymacarbry 138
- Cappoquin 699
- Cheekpoint 318
- Clashmore 252
- Clonmel 17,140
- Dungarvan 9,227
- Dunhill 216
- Dunmore East 1,808
- Kill 271
- Kilmacthomas 834
- Kilmeaden 259
- Lemybrien 192
- Lismore 1,374
- Passage East 827
- Portlaw 1,742
- Stradbally 438
- Tallow 946
- Tramore 10,381
- Villierstown 276
- Waterford 53,504